# عدلي لملوم
عدلي لملوم أحد أشهر الإقطاعيين بمحافظة المنيا المصرية في السنوات الأخيرة للملكية التي أطاحت بها حركة الضباط الأحرار في ثورة 23 يوليو عام 1952. ورث عدلي لملوم أربعة عشر ألف فدانًا وهو في سن السادسة والعشرين، وكان يمتلك عددًا كبيرًا من العبيد والخدم.صورة نادرة اثناء محاكمة عدلي لملوم أحد كبار أعيان المنيا بعد الاستيلاء علي املاكه عقب ثورة 1952 .
كان عدلي لملوم أحد أشهر الاقطاعيين في مصر و كان يمتلك أربعة عشر ألف فدانًا بمحافظة المنيا و عددًا كبيرًا من الأتباع والخدم. وبعد صدور قانون الإصلاح الزراعي بمصر، والذي يحدد ملكية الأفراد للأراضي الزراعية بحيث لا تتعدى 200 فدان، قاد عدلي لملوم تمردا ضد ذلك القانون، فامتطى صهوة جواده، ومعه الحرس والأتباع والخدم، وخطب في الناس مهددا من يفكر في أخذ شبر من أرضه، قام و رجاله بمهاجمة قسم الشرطة و اطلاق النيران علي الضباط و بعد القبض عليه و أثناء محاكمته كان يسب قادة الثورة باقذع الشتائم و الالفاض و يتهمهم بالسرقة و تدمير الزراعة في مصر.
حكم عليه بالإعدام ثم خفف الحكم الي المؤبد الي أن أفرج عنه بعدها بفترة نظرا لسوء حالته الصحية.

## تمرده على قانون الإصلاح الزراعي
بعد صدور قانون الإصلاح الزراعي بمصر، والذي يحدد ملكية الأفراد للأراضي الزراعية بحيث لا تتعدى 200 فدان، على أن تؤول ملكية ما زاد عن ذلك للدولة، قاد عدلي لملوم تمردا ضد ذلك القانون، فامتطى صهوة جواده، ومعه الحرس، والأتباع، والعبيد، وخطب في الناس مهددا من يفكر في أخذ شبر من أرضه، قام ورجاله بمهاجمة قسم الشرطة وحدث تبادل لإطلاق النار. ألقي القبض على عدلي لملوم، وحوكم في محاكمة عسكرية، وتم الحكم عليه بالسجن لمدة 25 سنة.